# 長崎県道39号上対馬豊玉線
長崎県道39号上対馬豊玉線（ながさきけんどう39ごう かみつしまとよたません）は、長崎県対馬市を通る県道（主要地方道）である。

## 概要
対馬市上対馬町比田勝から対馬市豊玉町鑓川に至る。

### 路線データ
- 起点：長崎県対馬市上対馬町比田勝（国道382号交点）
- 終点：長崎県対馬市豊玉町鑓川（国道382号交点）
- 総延長：51.1 km

## 歴史
- 1993年（平成5年）5月11日 - 建設省から、県道上対馬豊玉線が上対馬豊玉線線として主要地方道に指定される[1]。

## 路線状況

### 道路施設

#### トンネル
起点から
- 鳴滝トンネル：延長118 m、1998年（平成10年）竣工
- 城岳トンネル：延長640 m、2000年（平成12年）竣工
- 琵琶坂トンネル：延長392 m、1975年（昭和50年）竣工
- 小鹿トンネル：延長430 m、1999年（平成11年）竣工
- 志越トンネル：延長183 m、1994年（平成6年）竣工
- 志多賀トンネル：延長216 m、1982年（昭和57年）竣工
- 地蔵峠トンネル：延長280 m、1983年（昭和58年）竣工
- シナエトンネル：延長176 m、1986年（昭和61年）竣工
- ザラゴ坂トンネル：延長163 m、1990年（平成2年）竣工
- トクエトンネル：延長170 m、1991年（平成3年）竣工
- アノセ坂トンネル：延長181 m、2008年（平成20年）竣工
- 千尋藻トンネル：延長178 m、1998年（平成10年）竣工

## 地理

### 通過する自治体
- 対馬市

### 交差する道路
| 交差する道路              | 交差する場所   | 交差する場所 |
| ------------------------- | -------------- | ------------ |
| 国道382号                 | 上対馬町比田勝 | 起点         |
| 長崎県道178号舟志佐須奈線 | 上県町舟志     |              |
| 長崎県道56号上県小鹿港線  | 上県町小鹿     |              |
| 長崎県道48号木坂佐賀線    | 峰町佐賀       |              |
| 国道382号                 | 豊玉町鑓川     | 終点         |

### 沿線
- 対馬市立比田勝小学校
- 対馬市立比田勝中学校
- 上対馬総合運動公園
- 琴郵便局
- 小鹿郵便局
- 志多賀郵便局
- 対馬市立東部中学校
- 対馬市立東小学校
- 対馬佐賀郵便局
- 曽郵便局